# Скафандър
Скафандър (от гръцки σκάφος – корпус на кораб + ανδρός – родителен падеж от ανήρ – човек) е специално облекло, предназначено за изолация (защита) на човек (или животно) от околната среда.
Частите на облеклото образуват обвивка, непроницаема за компонентите на външната среда (вода или газове). Скафандрите основно се разделят на водолазни и космически.

## Водолазни скафандри
Водолазните скафандри служат за спускане под вода на по-големи дълбочини ([т.н. тежки водолази]). Те се разделят на два вида:
- Нормобарически скафандър – предназначени са за дълбоководни (до 600 метра) работи, по време на които пилота на скафандъра продължава да се намира в нормално атмосферно налягане, което, съответно премахва възможността за азотно, кислородно и други отравяния.

- Мек скафандър – изготвят се от гума като шлемът е направен от метал. Не изолират водолаза от въздействието на налягането на външната среда (водата).

## Космически скафандри
Първите образци на космическите скафандри са били създадени в края на 1950-те г. в СССР от специалистите на НПП „Звезда“.
Те разработват следните видове:
- СК-1 – аварийно спасителен скафандър използван от космонавтите на корабите Восток. Представлява мек скафандър с несвалящ се шлем. Осигуряват животообеспечаване в продължение на пет часа.
- Беркут – предназначен за осигуряване на безопасно излизане на човек в открития космос. С него е осъществено първото излизане в открития космос от Алексей Леонов.
- Ястреб – разработен за осъществяване на външнокорабни действия от екипажите на ранните модификации на космическия кораб Союз и предполагаемият полет до Луната. Леонов е бил един от консултантите при създаването на новия скафандър. Система за животообеспечаване на новия скафандър „Ястреб“ се е намирала в метален контейнер, който за облекчаване на преминаването през тесния люк на кораба „Союз“, е можел да се монтира или на гърдите или на крака. Скафандърът „Ястреб“ е изготвен и изпитан през 1967 година. Единственото използване на скафандъра е по време на полета на корабите „Союз-4“ и „Союз-5“ през януари 1969 година, когато космонавтите Евгений Хрунов и Алексей Елисеев преминават от кораба „Союз-5“ в кораба „Союз-4“ през открития космос.
- Кречет – полутвърд скафандър за експедиция до Луната. При подготовката за полет до Луната след сравнителен анализ на характеристиките е решено да се разработи полутвърд скафандър с вградена във входия капак животоосигуряваща система. Поради закриване на лунната програма от СССР този скафандър не влиза в употреба. Опита по създаването му обаче става основа за създаването на скафандъра Орлан

- Орлан – полутвърд скафандър за извършване на извънкорабни действия по поддръжка на орбитални станции. Негов модифициран вариант се използва на МКС. Със създаването на дълговременните орбитални станции възниква необходимостта за създаване на универсален скафандър за извънкорабни действия. Съществуващите скафандри „Беркут“ или „Ястреб“ не са имали възможност на напасване и за всеки член на екипажа е било необходимо тяхното изготвяне. При „Орлан“ благодарение на полутвърдата конструкция индивидуални са само ръкавиците, които се доставят с екипажа, докато самите скафандри се намират постоянно на станцията. Първото излизане в открития космос в тези скафандри е извършено от космонавтите Г.И. Гречко и Ю.В. Романенко на станцията „Салют-6“ 20 декември 1977 година.[1]
- Сокол – облекчен скафандър с мек несвалящ се шлем и отварящо се стъкло за аварийно спасяване. Скафандърът се използва при най-опасните за разхерметизиране части от полета: при излитане, стиковане, приземяване. Скафандърът може бързо и самостоятелно да се облече от космонавт в случай на авария. Време на животообезпечаване е 2 часа.

## Интересни факти
- Отначало върху скафандъра на Юрий Гагарин не е било написано СССР. Но при подготовката за излитането му, малко след свалянето на Ю-2 на подготвящите инженери им идва на ум, че при приземяването на космонавта, той може да бъде взет за американски шпионин. За да предотвратят евентуално посегателство, инженерът с най-калиграфски почерк изписва върху каската на шлема буквите СССР. Следващите скафандри вече вървят с готови надписи.
- При първото излизане в открития космос, скафандърът на А. Леонов се раздува и той не може да се върне през люка в космическия кораб. За да могат да изпуснат налягането, Леонов влиза с главата напред до заклещването му, изпускат от налягането и след това влиза целия.
- При създаването на МКС, европейските експерти признават че скафандърът Орлан не отговаря на европейските стандарти, но е много добър продукт.